# Joseph Guillemot
Joseph Guillemot (Le Dorat, 1 oktober 1899 - Parijs, 9 maart 1975) was een Franse atleet en olympisch kampioen op de 5000 m in 1920. Hij won ook zilver op de 10.000 m tijdens deze Olympische Spelen in Antwerpen.

## Biografie

### Beschadigde longen
De longen van Joseph Guillemot werden tijdens de Eerste Wereldoorlog ernstig beschadigd door een mosterdgas-aanval. Ook zat zijn hart aan de verkeerde kant. Ondanks deze ongemakken en zijn kleine postuur (1,60 m en 54 kg) won hij tijdens zijn militaire dienst de Franse militaire kampioenschappen. In 1920 won hij zijn eerste nationale titel op de 5000 m, waarmee hij zich kwalificeerde voor de Olympische Spelen van Antwerpen in 1920.

### Nurmi verslagen
In Antwerpen was Paavo Nurmi de grote favoriet. In de 5000 meter-finale bedacht Nurmi een strategie tegen de favorieten Eric Backman en Runar Falk uit Zweden. Het plan was hen uit putten in het eerste deel van de wedstrijd. Na drie ronden verhoogde Nurmi zijn snelheid en alleen Guillemot kon volgen. Guillemot weigerde halverwege de wedstrijd de leiding over te nemen en bij Nurmi zakte de moed in de schoenen. In de laatste bocht liep Guillemot aan de buitenbocht zijn tegenstander voorbij en plaatste een eindsprint. Nurmi gaf toen op en liep joggend de finish over, vier seconden achter Guillemot.
De 10.000 m-finale begon na een drie uur durende speech van Koning Albert. Guillemot had voor de wedstrijd te veel gegeten en kreeg maagkrampen. Met te grote schoenen (zijn eigen waren gestolen) kwam Guillemot niet verder dan het zilver.

### Overige successen
Na de Olympische Spelen won Guillemot in 1922 de internationale veldloopkampioenschappen (voorloper op het WK) en won in 1922 en 1926 goud met het Franse team. Driemaal werd hij Frans kampioen op de 5000 m en sloeg de Olympische Spelen van 1924 over wegens onenigheid tussen hem en de Franse atletiekbond. Guillemot was ook recordhouder op de 2000 m (5.34,8) en 3000 m (8.42,2).
Joseph Guillemot, die dagelijks een pakje sigaretten rookte, stierf op 75-jarige leeftijd. Hij was in zijn actieve tijd aangesloten bij CASG Paris.

## Titels
- Olympisch kampioen 5000 m - 1920
- Frans kampioen 5000 m - 1919, 1920, 1921, 1925
- Frans kampioen veldlopen - 1920, 1922, 1926

## Persoonlijke records
| Onderdeel | Prestatie | Datum            | Plaats    |
| --------- | --------- | ---------------- | --------- |
| 2000 m    | 5.34,8    |                  |           |
| 3000 m    | 8.42,2    |                  |           |
| 5000 m    | 14.55,6   | 17 augustus 1920 | Antwerpen |
| 10.000 m  | 31.47,2   | 20 augustus 1920 | Antwerpen |

## Palmares

### 5000 m
- 1920:  OS - 14.55,6

### 10.000 m
- 1920:  OS - 31.47,2

### veldlopen
- 1920: DNF OS

1912: Hannes Kolehmainen ·
1920: Joseph Guillemot ·
1924: Paavo Nurmi ·
1928: Ville Ritola ·
1932: Lauri Lehtinen ·
1936: Gunnar Höckert ·
1948: Gaston Reiff ·
1952: Emil Zátopek ·
1956: Vladimir Koets ·
1960: Murray Halberg ·
1964: Bob Schul ·
1968: Mohammed Gammoudi ·
1972: Lasse Virén ·
1976: Lasse Virén ·
1980: Miruts Yifter ·
1984: Saïd Aouita ·
1988: John Ngugi ·
1992: Dieter Baumann ·
1996: Vénuste Niyongabo ·
2000: Millon Wolde ·
2004: Hicham El Guerrouj ·
2008: Kenenisa Bekele ·
2012: Mo Farah ·
2016: Mo Farah ·
2020: Joshua Cheptegei ·
2024: Jakob Ingebrigtsen
- Bibliothèque nationale de France: cb165653422 (data)
- World Athletics: 14868495
- International Standard Name Identifier: 0000 0004 5097 7557
- Base Léonore: 19800035/1319/52745
- Virtual International Authority File: 316737729